# Campionati mondiali di pentathlon moderno 1949
I campionati mondiali di pentathlon moderno 1949 si sono svolti a Stoccolma, in Svezia. Si sono disputate le gare maschili individuali ed a squadre.

## Risultati

### Maschili
| Evento      | Oro                                          | Argento                                             | Bronzo                                             |
| Individuale | Tage Bjurfeldt                               | Lauri Vilkko                                        | Viktor Platan                                      |
| A squadre   | Svezia Lars Hall Tage Bjurfeldt Gösta Gärdin | Finlandia Olavi Salminen Lauri Vilkko Viktor Platan | Svizzera Franz Hegner Bernhard König Werner Schmid |

## Medagliere
| Posizione | Paese     |   |   |   | Totale |
| --------- | --------- | - | - | - | ------ |
| 1         | Svezia    | 2 | 0 | 0 | 2      |
| 2         | Finlandia | 0 | 2 | 1 | 3      |
| 3         | Svizzera  | 0 | 0 | 1 | 1      |
| Totale    | Totale    | 2 | 2 | 2 | 6      |